# Iberoamerica

Paesi ibero-americani (in blu) e Paesi iberici (in celeste)

L''Ibero-America (in spagnolo: Iberoamérica, in portoghese: Ibero-América, in inglese: Ibero-America) o America iberica è una regione del continente americano che comprende l'insieme dei territori anticamente sottoposti al dominio coloniale del Portogallo e della Spagna e in cui lo spagnolo o il portoghese sono attualmente lingue ufficiali. Alcune definizioni, come quella proposta nell'ambito del Summit Iberoamericano o dall'Organizzazione degli Stati Ibero-americani, includono gli stessi Portogallo e Spagna. All'Organizzazione degli Stati Iberoamericani appartiene anche la Guinea Equatoriale ispanofona, situata in Africa centrale , ma non gli Stati africani di lingua portoghese.
Il prefisso Ibero- e l'aggettivo Iberica fanno riferimento alla penisola Iberica, situata nel continente europeo, che comprende Portogallo e Spagna. L'Iberoamerica è un'area che raggruppa tutti gli Stati ispanofoni dell'America settentrionale, centrale e meridionale ed il Brasile lusofono. È distinta dall'America Latina poiché, a differenza di quest'ultima, non comprende gli Stati di lingua francese situati nelle Americhe, in particolare Haiti, i dipartimenti della Guyana francese, della Martinica e della Guadalupa e le collettività d'oltremare di Saint Martin e Saint-Barthélemy. Inoltre gli Stati di Belize, Guyana e Suriname, le cui lingue ufficiali sono rispettivamente l'inglese e l'olandese, non sono considerate appartenenti né all'Iberoamerica né all'America Latina.
A partire dal 1991, la Comunità Iberoamericana delle Nazioni organizza annualmente il Summit Iberoamericano, un vertice che riunisce dei capi di Stato e di governo dei Paesi iberoamericani, al quale partecipano Spagna, Portogallo e Andorra .

## Stati e popolazione in Europa e nelle Americhe
- Stati di lingua spagnola (430 567 462 parlanti)

| Stato           | Superficie (km²) | Abitanti                | Capitale            |
| --------------- | ---------------- | ----------------------- | ------------------- |
| Argentina       | 2 766 890        | 43 432 376 (2017)       | Buenos Aires        |
| Bolivia         | 1 141 748        | 10 027 254 (cens. 2012) | La Paz, Sucre       |
| Cile            | 756 950          | 17 910 000 (2016)       | Santiago del Cile   |
| Colombia        | 1 141 748        | 49 892 516              | Bogotà              |
| Costa Rica      | 51 100           | 4 890 371               | San José            |
| Cuba            | 109 886          | 11 239 004              | L'Avana             |
| Rep. Dominicana | 48 442           | 9 927 320               | Santo Domingo       |
| Ecuador         | 272 046          | 16 633 149 (2017)       | Quito               |
| El Salvador     | 21 040           | 6 520 675 (2016)        | San Salvador        |
| Guatemala       | 108 890          | 16 548 168 (2016)       | Città del Guatemala |
| Honduras        | 112 492          | 8 721 014 (2016)        | Tegucigalpa         |
| Messico         | 1 972 550        | 119 938 473 (2015)      | Città del Messico   |
| Nicaragua       | 130 373          | 6 327 927               | Managua             |
| Panama          | 75 517           | 3 975 404 (cens. 2013)  | Panama              |
| Paraguay        | 406 752          | 6 454 548 (cens. 2009)  | Asunción            |
| Perù            | 1 285 216        | 33 208 524 (2017)       | Lima                |
| Porto Rico      | 9 104            | 3 749 009 (2012)        | San Juan            |
| Spagna          | 504 645          | 46 539 026 (2017)       | Madrid              |
| Uruguay         | 176 215          | 3 444 006 (2016)        | Montevideo          |
| Venezuela       | 916 445          | 30 620 404 (2015)       | Caracas             |

- Stati di lingua portoghese (211 520 003 parlanti)

| Stato      | Superficie (km²) | Abitanti           | Capitale |
| ---------- | ---------------- | ------------------ | -------- |
| Brasile    | 8 514 877        | 207 798 843 (2016) | Brasilia |
| Portogallo | 92 391           | 10 291 027 (2017)  | Lisbona  |

- Stati di lingua catalana (4 079 420 parlanti)

| Stato   | Superficie (km²) | Abitanti      | Capitale         |
| ------- | ---------------- | ------------- | ---------------- |
| Andorra | 468              | 85 458 (2014) | Andorra la Vella |

## Nexus interni
- Penisola iberica
- America Ispanica
- Organizzazione degli Stati ibero-americani
- Organización de Telecomunicaciones de Iberoamérica
- Colonizzazione spagnola delle Americhe
- Colonizzazione portoghese delle Americhe
- Unión Postal de las Americas, España y Portugal